# Los padrinos mágicos: Cazadores de canales
Cazadores de Canales (Channel Chasers en inglés) es el segundo "Pelísodio" de la serie de dibujos animados de Nickelodeon creada por Butch Hartman Los padrinos mágicos. Consta de tres partes.

## Argumento
La historia inicia 20 años en el futuro, donde Vicky ha llegado a convertirse en una cruel y malvada dictadora que conquistó el mundo. Hay una escena de persecución, en la que las versiones futuras de Chester y A.J. son perseguidas (y capturadas) por uno de los hombres de Vicky, al cual Vicky luego manda al pasado. Entonces regresa al presente, donde los padres de Timmy lo castigan con no ver televisión luego que él deseara una versión real de una nave destructiva de su programa favorito de TV, Maho Mushi (parodia de Dragon Ball Z) destruyendo todo a su paso (incluida una casa de cristal que su madre estuvo a punto de vender y la oficina de su padre). 
Timmy, en represalia del castigo de sus padres, desea un control remoto mágico para así entrar al "universo de la TV", donde todos los programas parecen ser parodias de verdaderos programas de TV, como el Gran Hal (Gordo Alberto, Fat Albert en original), Jonny Hunt (Jonny Quest), Paula Pastela (Rosita Fresita), Espectro Espacial (Fantasma del Espacio), Los Pikapiedras (Los Picapiedras), Go Go Racer (Meteoro), Escoba-Doo (Scooby Doo), Aventuras en Escarpines (Rugrats), Poppyseed Avenue (Sesame Street), Blackbird en original, Aveman (Batman) y Las Huellas de Clint, Las Pistas de Clint en Latinoamérica, (Blue's Clues) y Ted y Jimmy (Tom y Jerry). Hay un programa que es una parodia de Los Supersónicos mezclada con Los Soprano (Los Futurellis), Los Simpson (Los Feldmans), Tortugas Ninja (Vacas Ninja, pero en los créditos) y Looney Tunes (Crazy Cartoons). Cuando Vicky causa estragos en la casa y culpa a Timmy por ello, los padres de Timmy se enojan mucho con él y no le creen cuando Timmy les dice que Vicky es malvada (y le dan a ella el control remoto mágico), por lo que Timmy se molesta mucho con ellos, y cuando Cosmo y Wanda le revelan a Timmy que los niños pierden y olvidan a sus padrinos mágicos al crecer porque ya no los necesitan, Timmy desea otro control remoto mágico y toma la decisión de vivir en la televisión para escapar de sus padres y ser un niño para siempre. Sin embargo, Vicky logra descubrir el funcionamiento del control remoto mágico y planea conquistar el mundo y volverse dictadora a través de la televisión y se mete a un concurso de ganar dinero, pero se le niega a Vicky participar, ya que es menor de edad y furiosa desea cumplir la mayoría de edad y presiona el botón de adelantar hasta que Vicky sea mayor de edad, gracias al control remoto. Durante su viaje por la televisión, Timmy es perseguido constantemente por el hombre proveniente del futuro, quien más tarde le revela ser el mismo Timmy en una versión adulta, y posteriormente también le cuenta que es un espía que se infiltró como uno de los secuaces de Vicky para ganarse su confianza y tomar el cinturón mágico para viajar al pasado y evitar que Vicky conquiste el mundo, por lo que le pide ayuda al Timmy niño con la ayuda de su control remoto mágico para detener a Vicky.
Mientras tanto, los padres de Timmy se dan cuenta de que ha desaparecido y lo buscan por todas partes. Chester, A.J. y los padres de Vicky no les brindan ayuda porque Vicky los amenaza en secreto. Entonces reciben información en un estacionamiento de una oscura persona conocida como "Silbido" (Tootie, la hermanita de Vicky, que está enamorada de Timmy) y por primera vez los padres de Timmy se dan cuenta de que Vicky es malvada (el papá de Timmy piensa que el nombre "Silbido" es graciosísimo). Luego van a "Dimmadelphia Cable," el proveedor local de TV por cable (parodia de Adelphia Cable), donde se escabullen en un cuarto de transmisión y mandan un mensaje Timmy de preocupación por no encontrarlo y que lo aman, sin el permiso del director, Doug Dimmadome, quien trata de llamar a seguridad para echarlos y a la vez reflexiona sobre lo bueno y lo malo de Timmy.
Durante un duelo con Vicky, el yo-futuro de Timmy es forzado a retornar al futuro, dejando a Timmy determinado a vencer a Vicky. Descubriendo que la magia es la única razón por la cual Vicky tiene ventaja, Timmy usa el control remoto para hacerse más adulto, tanto que llega un momento en que no puede ver a Cosmo y Wanda, lo cual resulta en que los efectos de la magia (incluidos los controles remotos) son borrados. Timmy derrota a Vicky y la lleva de vuelta a su habitación y que además se reduce la edad convirtiéndola a la normalidad, ya siendo menor de edad. Con la edad apropiada de Timmy restaurada, sale de la TV no sin antes oír el mensaje de perdón de sus padres, quienes se disculpan por nunca creerle sobre las cosas malas que hace Vicky. Posteriormente llaman a Vicky para regañarla por ser tan mala con Timmy y le despiden al saber la verdad de sus acciones malvadas. Sin embargo, Timmy descubre que gracias a Vicky es que él tiene padrinos mágicos, por lo que desea que nadie recuerde estos sucesos. Tootie, Chester, A.J. y Crocker olvidan todo lo relativo a los sucesos que involucran a Timmy en esta aventura. Más tarde Timmy entierra una "cápsula del tiempo" en su jardín para recordar las cosas que vivió y vota por no cometer los mismos errores que sus padres.
La película termina con una escena que ocurre 20 años en el futuro, con todo pacífico y sin guerra, libre de la dictadura de Vicky. Timmy tuvo dos niños llamados Tommy y Tammy. Aunque no se muestra la esposa de Timmy, más adelante en la serie se revela que es Tootie. Cuando los dos hermanos le dan a su padre Timmy adulto la cápsula del tiempo, este la abre y observa la fotografía que Vicky tomó de él al principio de la película, pero los peces dorados que se ven en la foto los ve normales, aun así logra recordar algo especial en esos peces. Timmy había alquilado a una robot niñera, la cual es construida y actúa como Vicky, para que cuide a sus hijos, quienes se asustan de la máquina. Además nota el comportamiento de la robot como algo familiar pero como se le hace tarde para el trabajo se tiene que ir. También tienen a Cosmo y Wanda como sus padrinos mágicos, lo que se deduce en que Tommy, con su hermana Tammy, viven una vida miserable por su padre constantemente ocupado que nunca está cerca, y su robot niñera mala, que por lo general los tortura con muchos artefactos, también dando a entender que Timmy, contrario a lo que esperaba de niño, sí comete exactamente los mismos errores de sus padres. Por suerte, al igual que su padre de niño, Tammy y Tommy también tienen a Cosmo y Wanda como padrinos mágicos para que sean felices y que les conceda los deseos, mencionando la famosa frase "De tal palo, tal astilla" y Wanda reclamándole a Cosmo que no sabe que hace y le responde que en la televisión hace frío.

## Tercera película
Se empezó a crear la siguiente película de la serie, que es Los padrinos mágicos: ¡Se acabó la escuela! - El musical, en la que la escuela termina y Timmy tiene que vivir en una guardería infantil en la que pasará sus vacaciones más aburridas, pero las cosas empeoran, ya que los Pixies van a gobernar el mundo humano y el mundo mágico, pero la historia es contada con canciones, como un musical.

## Programas parodiados
Este especial presenta un buen número de parodias que son 23, incluyendo referencias a 1984 (la escena de inicio, y varias señales diciendo "Vicky estuvo aquí"), así como parodias de programas populares de televisión:
- Canal 1, son Los Futurellis (parodia de Los Supersónicos, y también a Los Soprano en cierto modo), ya que Timmy menciona que son una "familia italo-americana".
- Canal 2, son Aventuras en Escarpines (Carpet Critters) (parodia de Rugrats, Aventuras en Pañales).
- Canal 3, son Gran Hal (parodia del gordo Alberto, la pandilla Cosby).
- Canal 4, son Jonny Hunt (parodia de Jonny Quest).
- Canal 50, Paula Pastela (Paula Pastelo, parodia de Rosita Fresita; además se refiere a la comediante Paula Poundstone).
- Canal 75, The Walnuts Hanukkah Special (una parodia de A Charlie Brown Christmas, además parodia de It's the Great Pumpkin, Charlie Brown, así como a Peanuts, por el estilo de dibujos y por el nombre del programa).
- Espectro Espacial (parodia de Fantasma del espacio y The Spectre).
- Politically Inaccurate Smashdown (Gran Paliza de los Políticos Ineptos, parodia de Políticamente Incorrecto/The McLaughlin Group/WWE SmackDown!).
- The Million Dollar Spin (Gane un Millón, parodia de California Lottery's The Big Spin y/o Wheel of Fortune).
- Los Pikapiedras (parodia de Los Picapiedras).
- Canal 193, Go Go Racer (parodia de Meteoro).
- Canal 194, son Snooper Dawg and the Clue Crew (Escooba Doo y el Club del Misterio, parodia de Scooby-Doo/Goober and the Ghost Chasers; además, Snooper Dawg está basado en el rapero Snoop Dogg).
- Black Bird and Sparrow (El Mundo de Aveman y el Joven Polilla, parodia de Batman & Robin con el estilo artístico de Batman, La serie animada).
- Canal 290, son Clint's Hints (Las Pistas de Clint, parodia de Las Pistas de Blue; además presenta a Jason Marsden como Jeff en un rol de acción en vivo).
- Ted and Jimmy (parodia de Tom y Jerry).
- Rabid Rabbit (parodia de Bugs Bunny/Pato Lucas).
- Christmas Special (Especial de Navidad) (parodia de Rudolph the Red-Nosed Reindeer, además presenta una parodia de Frosty the Snowman).
- Canal 294, son Los Feldmans (parodia de Los Simpson; presenta parodias de Krusty el Payaso, Ned Flanders, el Abejorro (Quien era Vicky), Bart Simpson (Timmy Turner), Homer Simpson (Futuro Timmy), Barney Gumble y el bar de MOE´S, que es llamado MIKE´S). Además se parodia al misterioso "El Barto", que es llamado "El Vicko" y se recuerda la clásica escena de entrada de los Simpson con el famoso gag del pizarrón; excepto porque Timmy lo hace con la derecha, no como Bart, que es zurdo.
- Canal 295, son Poppyseed Avenue (parodia de Sesame Street, Plaza Sésamo en español).
- Canal 297, son Adolescent Genetically Altered Karate Cows (Las Vacas Ninja, parodia de Teenage Mutant Ninja Turtles, las Tortugas Ninja en español) además utilizan los créditos finales antes del siguiente programa.
- Canal 298, Maho Mushi (traducción: "insecto mágico") (parodia principalmente de Dragon Ball y Dragon Ball Z como programas de lucha y violencia, animes del género mecha como Mazinger Z, Yu-Gi-Oh!, Pokémon, animes de robots gigantes como Transformers o El Barón Rojo también las espadas de Star Wars. Hay algunas pequeñas referencias al animador Hayao Miyazaki y al director Akira Kurosawa. También existe una referencia a Kamen Rider.
- Escena final (parodia de Porky Pig).

### Programa no mostrado
- Biographical Channel/Dictator Week, Semana de los Dictadores del Canal Biográfico (parodia de History Channel y National Geographic) además presenta una parodia del programa World War II History (Historia de la Segunda Guerra Mundial)

## Reparto

### Versión original
- Tara Strong  como Timmy Turner / Joven Timmy / Mamá de Vicky / Paula Pastela / Tommy / Tammy.
- Susan Blakeslee como Wanda y Sra. Turner
- Daran Norris como Cosmo y Sr. Turner.
- Grey DeLisle como Vicky y Tootie.
- Gary Leroi Gray como A.J.
- Jason Marsden como Chester / Clint / Jeff / Chester adulto / Johhny Hunt / Shaggy / Voces adicionales.
- Carlos Alazraqui como Denzel Crocker / Sr. Dinkleberg / Dinkleperro / Tony Futurelli / Alcalde de Dimmsdale (voz) / Voces adicionales.
- Jim Ward como Pepe Veraz / Sr. Joel / Papá de Vicky y Tootie / Doug Dimmadome.
- Dee Bradley Baker como Big Kid / Voces adicionales.
- Kevin Michael Richardson como AJ adulto / Snopp / Voces adicionales.
- S. Scott Bullock como Anfitrión de televisión, Voces varios.
- Adam West como el mismo (Voz).
- Alec Baldwin como Timmy adulto.
- Chris Kirkpatrick como Chip Skylark.

### Versión latina
- Arianna López: Timmy Turner / Tommy / Voces adicionales
- Sergio Sáez: Cosmo / voces adicionales[3]
- Anna Silvetti: Wanda
- Diego Osorio: Timmy adulto / papá de Vicky / Chip Skylark / voces adicionales
- Yuri Rodríguez: Pepe Veraz / Sr. Dinkleberg / Doug Dimmadome
- Patricia Azán: Vicky / mamá de Vicky / Tammy / voces adicionales
- Eduardo Wasveiler: Sr. Turner / voces adicionales
- María Elena Heredia: Sra. Turner / Chester / voces adicionales
- Mónica Mejías: A.J / Tootie / voces adicionales
- Xavier Coronel: papá de Chester / Crocker / voces adicionales[4]

- Dirección: Tomás Doval / Julio Zambrano / Ángel Rodríguez
- Doblado en The Kitchen Inc. , en la ciudad de Miami, Florida.